# Represália

Três de Maio de 1808 em Madrid, de Francisco Goya em 1814. O quadro mostra soldados franceses fuzilando civis espanhóis em represália durante a Guerra Peninsular.

Uma represália é uma violação limitada e deliberada do direito internacional para punir outro Estado soberano que já os quebrou. Desde o Protocolo Adicional I às Convenções de Genebra (AP 1) de 1977, as represálias nas leis da guerra são extremamente limitadas, pois comumente violam os direitos dos não-combatentes.

## Etimologia
A palavra veio do francês, onde originalmente significava "o ato de retomar", por exemplo, saquear de volta o equivalente ao gado perdido em um ataque inimigo.

## Lei internacional

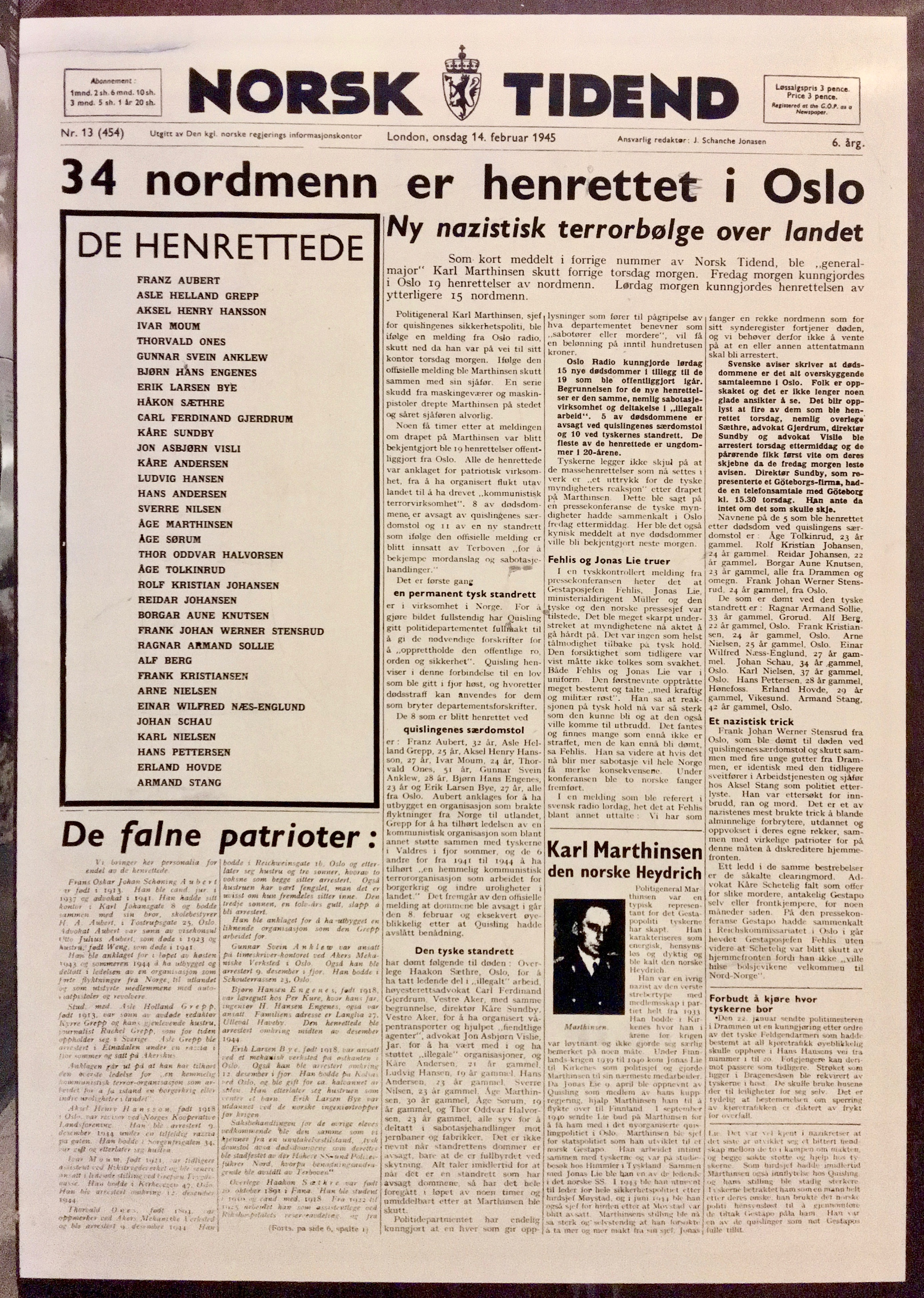
Primeira página do Norsk Tidend, publicado pelo escritório de informações do governo real norueguês em Londres na quarta-feira, 14 de fevereiro de 1945, noticiando a retaliação após o assassinato do Major-General Karl Marthinsen: "34 noruegueses foram executados em Oslo. Nova onda de terror nazista sobre o país".

As represálias referem-se a atos que são ilegais se tomados isoladamente, mas se tornam legais quando adotados por um Estado em retaliação ao cometimento de um ato ilegal anterior por outro Estado. Contra-represálias geralmente não são permitidas. 

### Primeira Guerra Mundial

#### Disputa Portugal-Alemanha de 1914
Um exemplo de represália é a disputa de Naulila entre Portugal e Alemanha em outubro de 1914, quando estavam em lados opostos do abismo da Primeira Guerra Mundial. Depois que três alemães foram mortos por engano em Naulila, na fronteira da então colônia portuguesa de Angola (de uma maneira que não violava o direito internacional), a Alemanha realizou um ataque militar a Naulila, destruindo propriedades em retaliação. Um pedido de indenização foi interposto por Portugal. O tribunal enfatizou que, antes que as represálias pudessem ser realizadas legalmente, várias condições deveriam ser satisfeitas:
- Tinha que haver um ato anterior da outra parte que violasse o direito internacional.
- As represálias deveriam ser precedidas de uma demanda insatisfeita de reparação ou cumprimento do direito internacional violado.
- Deve haver proporcionalidade entre o delito e a represália.

A alegação alemã de que agiu legalmente foi rejeitada em todos os três fundamentos.

### Segunda Guerra Mundial
Bennett escreve que os eventos da Segunda Guerra Mundial podem ser vistos pelo prisma da reciprocidade negativa ou pelo prisma da represália. Neste último caso, "as regras também exigiam que as represálias fossem usadas 'apenas como um último recurso inevitável para induzir o inimigo a desistir de práticas ilegítimas'".
As Regras Americanas de Guerra Terrestre oficiais de 1940 afirmavam que "oficiais comandantes devem assumir a responsabilidade por medidas retaliativas quando um inimigo inescrupuloso não deixa outro recurso contra a repetição de ultrajes bárbaros".
Tanto Rogers quanto Bennett escrevem que "a prática do Estado na Segunda Guerra Mundial foi caracterizada, entre outros fatores, pela doutrina da represália beligerante".

### Pós-1945
Depois de 1945, como resultado da proibição geral do uso da força imposta pelo Artigo 2(4) da Carta das Nações Unidas, as represálias armadas em tempo de paz não são mais legais, mas permanece a possibilidade de represálias não armadas (também conhecidas como contramedidas) bem como represálias beligerantes durante as hostilidades quando a lei dos conflitos armados internacionais (LOIAC) é violada.
No caso de represálias beligerantes, além dos três fatores do caso Naulila:
- um aviso também deve ser emitido com antecedência;
- uma vez que a outra parte interrompeu a violação da LOIAC, as represálias beligerantes também devem ser encerradas;
- e a decisão de se envolver em represálias beligerantes deve ser tomada por uma autoridade competente.

Todas as quatro Convenções de Genebra proíbem represálias contra, respectivamente, baixas no campo de batalha, sobreviventes de naufrágios, prisioneiros de guerra e pessoas protegidas (civis ou militares), bem como certos edifícios e propriedades. O AP 1 de 1977 define o que é um "ataque indiscriminado". Um protocolo adicional de 1977 estende isso para cobrir monumentos históricos, obras de arte e locais de culto.
De acordo com Kenneth Anderson, as restrições à represália continuam a restringir as circunstâncias em que ela pode ser empregada legalmente e "a tendência... é proibir a represália em todas as circunstâncias".